# Dysstroma schneideri
Dysstroma schneideri är en fjärilsart som beskrevs av Sandberg 1885. Dysstroma schneideri ingår i släktet Dysstroma och familjen mätare. Inga underarter finns listade i Catalogue of Life.